# Baririçó
Baririçó é uma designação popular dada, no Brasil, a várias plantas da família das iridáceas.
Na região Sudeste do Brasil, a planta nativa Trimezia juncifolia recebe diversos nomes populares como baririçô-amarelo, batata-de-purga, batatinha-do-campo, bruéu, itambé, junquilho-do-campo, lírio-roxo-do-campo, píretro, ruibarbo-da-mata, ruibarbo-do-brejo, ruibarbo-do-campo, ruibarbo-dos-charcos. Esta planta possui várias subespécies, cujo bulbo popularmente é usado como purgativo. As folhas caulinares têm até 8 cm e as radicais até 65 cm. As flores são alaranjadas ou violáceas e as cápsulas ovadas, com ápice e base arredondadas, rugosas.
Outra planta do mesmo gênero e família, que recebe o mesmo nome, a Trimezia martinicensis, também é nativa do Brasil, com ocorrência dos estados da Bahia ao Paraná, popularmente conhecida como batatinha-amarela e capim-rei. As folhas desta planta são lineares, as flores amarelas e os frutos capsulares.